# Stefano I Sidarouss
Stefano I Sidarouss (in araba: إسطفانوس الأول سيداروس; Il Cairo, 22 febbraio 1904 – Il Cairo, 23 agosto 1987) è stato un cardinale e patriarca cattolico egiziano, patriarca di Alessandria dei Copti, creato cardinale della Chiesa cattolica da papa Paolo VI.

## Biografia
Nacque al Cairo il 22 febbraio 1904.
Papa Paolo VI lo elevò al rango di cardinale nel concistoro del 22 febbraio 1965.
Morì il 23 agosto 1987 all'età di 83 anni e venne sepolto nella cattedrale patriarcale di Nostra Signora d'Egitto ad Alessandria d'Egitto.

## Genealogia episcopale e successione apostolica
La genealogia episcopale è:
- Cardinale Scipione Rebiba
- Cardinale Giulio Antonio Santori
- Cardinale Girolamo Bernerio, O.P.
- Arcivescovo Galeazzo Sanvitale
- Cardinale Ludovico Ludovisi
- Cardinale Luigi Caetani
- Cardinale Ulderico Carpegna
- Cardinale Paluzzo Paluzzi Altieri degli Albertoni
- Papa Benedetto XIII
- Papa Benedetto XIV
- Papa Clemente XIII
- Cardinale Marcantonio Colonna
- Cardinale Giacinto Sigismondo Gerdil, B.
- Cardinale Giulio Maria della Somaglia
- Cardinale Carlo Odescalchi, S.I.
- Cardinale Costantino Patrizi Naro
- Cardinale Lucido Maria Parocchi
- Cardinale Alfonso Maria Mistrangelo, Sch.P.
- Arcivescovo Andrea Cassulo
- Patriarca Marco II Khouzam
- Cardinale Stefano I Sidarouss, C.M.

La successione apostolica è:
- Vescovo Youhanna Kabes (1958)
- Cardinale Stefano II Ghattas, C.M. (1967)
- Vescovo Athanasios Abadir (1976)
- Cardinale Antonios Naguib (1977)
- Vescovo Youannès Malak (1979)
- Vescovo Aghnatios Elias Yaacoub, S.I. (1983)